# Sacro Cuore di Gesù a Castro Pretorio
La diaconie cardinalice du Sacro Cuore di Gesù a Castro Pretorio (Sacré-cœur de Jésus à Castro Pretorio) est érigée par le pape Paul VI le 5 février 1965 dans la constitution apostolique Almae Urbis templa.
La diaconie a son siège en la basilique Sacro Cuore di Gesù située dans le rione Castro Pretorio à Rome.

## Titulaires
| - Maximilien de Fürstenberg, titre pro illa vice (1967-1988) - Giovanni Saldarini, titre pro illa vice (1991-2011) - Giuseppe Versaldi (2012-) |

### Sources
- (it) Cet article est partiellement ou en totalité issu de l’article de Wikipédia en italien intitulé « Sacro Cuore di Gesù a Castro Pretorio (diaconia) » (voir la liste des auteurs).